# Eva Kantůrková
Eva Kantůrková, z domu Sílová (ur. 11 maja 1930 w Pradze) – czeska pisarka, scenarzystka i dysydentka.

## Życiorys
Urodziła się 11 maja 1930 roku w Pradze, w rodzinie komunistycznego dziennikarza Jiříego Síly i pisarki Bohumily Sílovej. Po rozwodzie rodziców spędziła dzieciństwo na wsi u rodziny. W latach 1949–1950 pracowała jako redaktorka w wydawnictwie Mladá fronta, po czym w 1951 roku zaczęła studiować filozofię i historię na Wydziale Filozoficznym Uniwersytetu Karola, gdzie do jej wykładowców należał Josef Macek.
Z początku publikowała w takich czasopismach, jak „Směna”, „Plamen” i „Kulturní tvorba”. Zadebiutowała w 1966 roku zbiorem opowiadań pt. Jen si tak maličko povyskočit, choć rozgłos zdobyła później, powieścią psychologiczną Pozůstalost pana Ábela (1971) opisującą groteskową postać urzędnika, który dzięki sieci intryg próbuje utrzymać relacje z kilkoma kochankami. Od 1967 roku utrzymywała się z pisania. Przyjaźniła się z literatami Jiřím Grušą i Petrem Kabešem.
W 1969 roku opuściła Komunistyczną Partię Czechosłowacji. Pod wpływem ofensywy normalizacji w swej twórczości zaczęła dotykać kwestii politycznych. W powieści Černá hvězda (1977), o silnie subiektywnej perspektywie z elementami strumienia świadomości, opisała przebudzenie przedwojennego dziennikarza komunistycznego. Dzieło nie ukazało się w oficjalnym obiegu.
Początkiem jej działań dysydenckich było podpisanie Karty 77; w 1985 roku została rzeczniczką tej inicjatywy. Ze względu na działalność opozycyjną, od 1977 roku jej twórczość ukazywała się jedynie w drugim obiegu i za granicą. W 1981 roku za działalność opozycyjną spędziła 10 miesięcy w więzieniu. Choć opuściła zakład karny w 1982 roku, jej proces oficjalnie zakończono dopiero w grudniu 1989 roku. Na podstawie tych doświadczeń napisała powieść psychologiczną Přítelkyně z domu smutku (1984), której akcja toczy się w więzieniu.
Należała do współzałożycieli Forum Obywatelskiego. W latach 1990–1992 była posłanką Czeskiej Rady Narodowej. W latach 1994–1996 oraz 2005–2007 pełniła funkcję przewodniczącego stowarzyszenia pisarzy Obec spisovatelů, a w latach 1998–2000 pracowała w Ministerstwie Kultury. W 2006 roku została przewodniczącą nowo powstałej akademii Akademie literatury české.
W 2023 roku została odznaczona Medalem Za Zasługi I stopnia.
Mieszka w Pradze.

## Twórczość
na podstawie źródła:

### proza
- 1966: Jen si tak maličko povyskočit
- 1967: Smuteční slavnost
- 1969: Po potopě
- 1970: Nulový bod (bez dystrybucji)
- 1971: Pozůstalost pana Ábela (bez dystrybucji; wydanie zagraniczne: 1977)
- 1982: Černá hvězda
- 1984: Přítelkyně z domu smutku (R, Kolín n. R. 1984; 1990)
- 1988: Člověk v závěsu
- 1991: Jan Hus
- 1992: Pán věže
- 1994: Památník (wspomnienia)
- 1995: Valivý čas proměn (eseje)
- 1995: Nad Pamětmi Václava Černého (eseje)
- 1997: Záznamy paměti (wspomnienia)
- 1998: Zahrada dětství jménem Eden
- 1999: Nejsi (dzienniki)
- 2000: Nečas
- 2002: Nečasův román
- 2005: Jsem osoba vzdorovitá a neposlušná (eseje i felietony)
- 2006: Most přes Dlouhou řeku (książka podróżnicza, z Janem Cimickým i Václavem Duškiem)
- 2007: Démoni nečasu

### scenariusze
- 1968: Smuteční slavnost (reż. Zdeněk Sirový)
- 1970: Pohádky o Pavím očku (serial telewizyjny, pod pseudonimem O. Grygarová, wg książek Bohumily Sílovej)
- 1991: Svědectví o smrti Pavla Wonky (dokument telewizyjny, reż. Jan F. Mudra)
- 1992: Člověk v závěsu (film telewizyjny, reż. Viktor Polesný)
- 1992: Přítelkyně z domu smutku (czteroczęściowy serial, reż. Hynek Bočan)
- 1996: Ceremoniář (wraz z Jiřím Věrčákiem, reż. J. Věrčák)

## Nagrody
- 1984: Cena Toma Stopparda[3]
- 1989: Cena Jana Palacha[3]
- 1999: Cena Egona Hostovského[3]
- 2008: Cena Ladislava Fukse za całokształt[3]